# Klarkia wytworna
Klarkia wytworna (Clarkia unguiculata Lindl.) – gatunek rośliny z rodziny wiesiołkowatych (Onagraceae). Pochodzi z Kalifornii w Ameryce Północnej. 

## Morfologia
PokrójRoślina roczna, wysokości do 60 cm.
ŁodygaZabarwione na czerwonawo.
LiścieJajowate lub jajowatolancetowate, ząbkowane.
KwiatyPurpurowe lub pomarańczowe, z ząbkowanymi lub karbowanymi płatkami na brzegach. Wyrastają na szczycie pędów i mają średnicę do 2,5 cm. Kwitnie od czerwca do sierpnia.

## Zastosowanie
- Jednoroczna roślina ozdobna, uprawiana w ogrodach ze względu na ładne kwiaty. W obrębie tego gatunku znajdują się formy pełnokwiatowe oraz formy o kwiatach pojedynczych.
- Jest łatwa w uprawie. Wymaga słonecznego stanowiska, wilgotnej, przepuszczalnej i lekko kwaśnej gleby[4]. Gleba nie może być jednak zbyt mokra, gdyż wówczas roślina silnie rozwinie się w pędy i liście, ale będzie słabo kwitnęła[4]. Rozmnaża się z nasion wysiewanych jesienią lub wiosną.